# 奥さまは名探偵 〜パディントン発4時50分〜
『アガサ・クリスティー 奥さまは名探偵 〜パディントン発4時50分〜』（アガサ・クリスティー おくさまはめいたんてい ぱでぃんとんはつよじごじっぷん、Le crime est notre affaire）は、2008年のフランスのミステリーコメディ映画。監督はパスカル・トマ、出演はカトリーヌ・フロとアンドレ・デュソリエなど。
2005年の映画『アガサ・クリスティーの奥さまは名探偵』に続く、「ベレスフォルト夫妻シリーズ」の第２作。
前作はアガサ・クリスティの『トミーとタペンス』シリーズ『親指のうずき』を、現代（映画公開当時）のフランスを舞台に翻案した作品で、その好評を受けて制作された本作は、同じクリスティ原作でも、ミス・マープル物の『パディントン発4時50分』を原作として、カトリーヌ・フロのプリュダンスに、原作のジェーン・マープルとルーシー・アイルスバロウを合わせた役を演じさせている。
同じトマ監督による『ゼロ時間の謎』（2007年）と合わせて、クリスティ三部作の最終章とされていたが、2012年にさらに続編の『Associés contre le crime』（原作は『おしどり探偵』、日本未公開）が公開された。
第34回セザール賞で主演女優賞（カトリーヌ・フロ）と脚色賞の2部門にノミネートされたが、どちらも受賞はならなかった。

## ストーリー
プリュダンス・ベレスフォードの叔母のバベット・ブーティティは、ある夜、彼女と夫のベリゼール大佐の家を訪問するために、夜行列車に乗った。
コンパートメントで眠りに落ちていた彼女は、真夜中にふと眼覚めて、併走する向かいの列車で、赤い手袋の女が何者かによって殺される瞬間を目撃してしまう。驚いた彼女はそのことをすぐさま車掌に伝えるが、寝ぼけていたのだろうと思われて真剣に受け取ってもらえない。
翌朝、列車を降りてプリュダンスに迎えられたバベットは、自分が目撃したことをすべて彼女に伝えた。プリュダンスは、早速、新聞を確認してみるが、事件が起きたという記事は何一つ見当たらない。退屈な日々にうんざりしていたプリュダンスは、事件の捜査に乗り出すことを決意する。
女の死体はきっと列車から投げ出されたに違いないと推理したプリュダンスは、その場所が、富豪のシャルパンティエ家の大邸宅「ラヴァレ・オ・ループ」に近いことを知る。彼女はシャルパンティエ家に潜入するために、料理人になりすます。
シャルパンティエ家の娘、エマは、雇われ医師ラガルドと不倫関係にあった。父親で当主のロデリックはその関係を好ましく思っておらず、３人の息子、フレデリック、ラファエル、オーギュスタンを呼び寄せていた。プリュダンスは、シャルパンティエ家の財産争いを目の当たりにしながら捜査を続けるうちに、例の赤い手袋の女性の死体が、納屋の石棺の中に隠されていたのを発見した。女は、戦争で死んだ先代シャルパンティエの未亡人ではないかと疑われる。
捜査を担当することになったブラシュ警部は、妻の身を案じてあわてて馳せ参じたプリュダンスの夫、ベリゼールに、事件に首を突っ込まないように警告をする。

## キャスト
- プリュダンス・ベレスフォルト: カトリーヌ・フロ
- ベリゼール・ベレスフォルト: アンドレ・デュソリエ
- ロデリック・シャルパンティエ: クロード・リッシュ（フランス語版）
- エマ・シャルパンティエ: キアラ・マストロヤンニ
- フレデリック・シャルパンティエ: メルヴィル・プポー
- ラファエル・シャルパンティエ: アレクサンドル・ラフォーリ
- オーギュスタン・シャルパンティエ: クリスチャン・ヴァディム
- フランソワ・ラガルド医師: イポリット・ジラルド
- ブラシュ警部: イヴ・アフォンソ（フランス語版）
- バベット・ブーティティ: アニー・コルディ（フランス語版）
- クレアラン夫人: ヴァレリアーヌ・ドゥ・ヴァラヌーヴ（フランス語版）
- ヴァロア夫人: マリー・ローナ・ヴァカンサン
- マーガレット・ブラウン: ローラ・ベンソン（フランス語版）
- ディアンヌ: フロランス・モーリー

## 作品の評価
アロシネによれば、フランスの26のメディアによる評価の平均点は5点満点中3.9点である。